# Гвинтівка

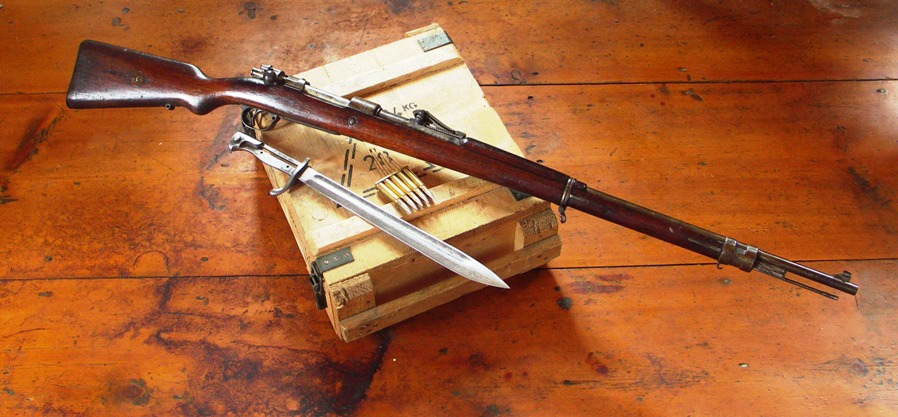
Німецька гвинтівка Mauser m98 1898 року

Гвинті́вка, або ґвинті́вка, — особиста стрілецька зброя з гвинтовими нарізами у каналі ствола, що призначена для ураження супротивника (цілі) вогнем, багнетом та прикладом.

## Види

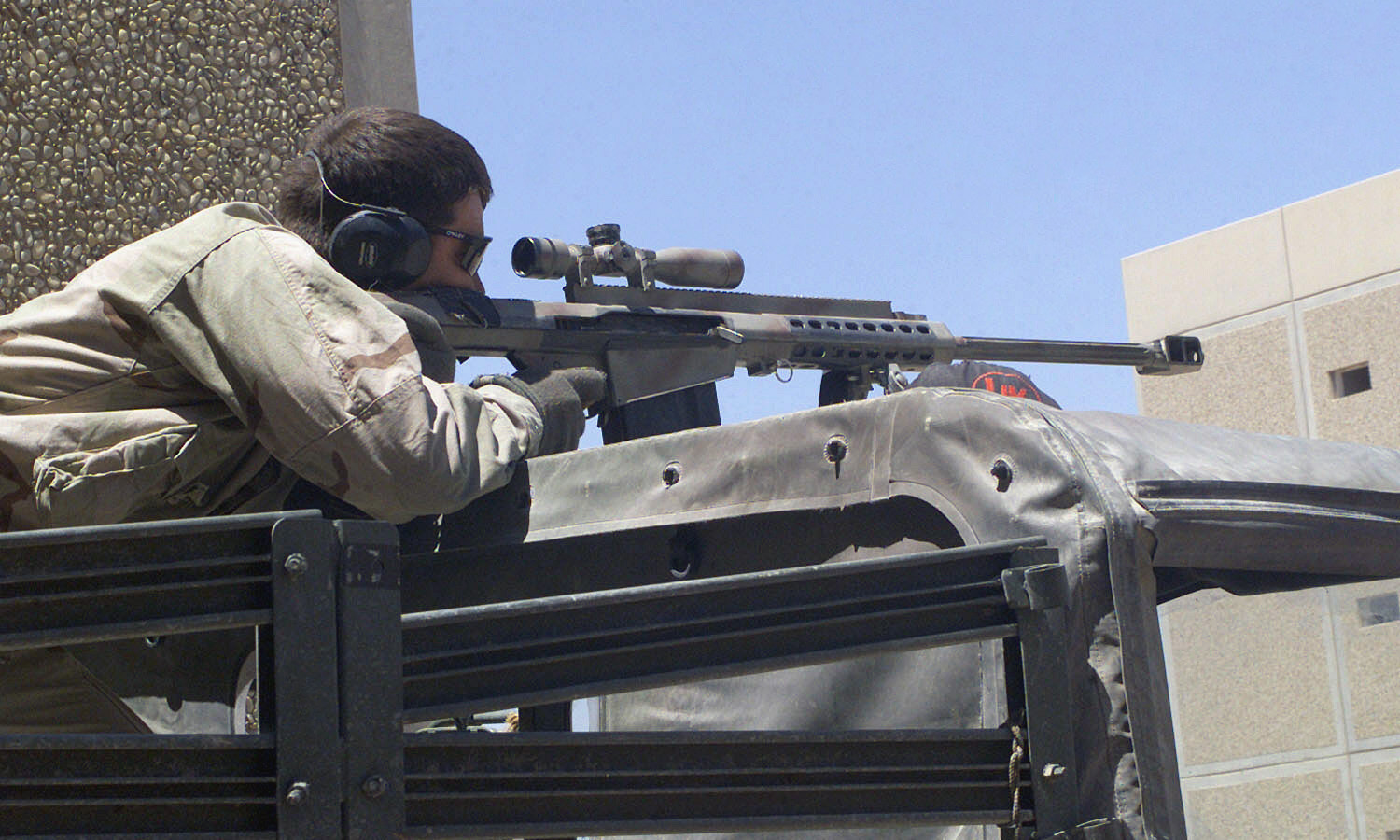
Снайперська гвинтівка

Гвинтівки поділяються на два основні типи:
1. за використанням: військові, мисливські та для цільової стрільби;
2. за конструкцією затворного механізму: з поворотним затвором (одно- та багатозарядні), із казенною частиною, що відкривається, помпові, важільні та напівавтоматичні.

## Історія розвитку
Ще стрільці з лука знали, що обертання стріли внаслідок спеціального оперення дає більшу дальність і точність пострілу. Перші зразки стрілецької зброї з гвинтовими нарізами (штуцери) з'явилися на початку XVI ст. Штуцер забезпечував більшу точність і дальність стрільби, але коштував набагато дорожче за звичайного гладкоствольного мушкета. Тому до середини XIX століття штуцерами були озброєні лише окремі стрільці.
Перший досвід озброєння військових частин нарізною зброєю зробили англійці за часи наполеонівських воєн. Окремі частини єгерів були озброєні кременевими гвинтівками системи Бейкера.
Новий поштовх розвитку нарізної зброї дав винахід конічної кулі системи Міньє. Нова куля дозволяла прискорити заряджання нарізного штуцера і давала помітно більшу дальність і точність, ніж кругла куля. Куля Міні широко застосовувалася англійськими військами під час Кримської війни (1853—1855).
У 1824 Йоганн фон Дрейзе (Johann Nikolaus von Dreyse) вперше розробив гвинтівку казенного зарядження з ковзним затвором. Гвинтівка Дрейзе була прийнята на озброєння прусської армії в 1841. Нова гвинтівка дала прусській армії велику перевагу: у Битві при Кеніггреце (нім. Schlacht bei Königgrätz) між прусською й австрійською арміями австрійці зазнали нищівної поразки, причому їх втрати перевищували втрати прусської армії в шість разів. В галузі стрілецької зброї почалася гонитва озброєнь, з'явилися гвинтівки казенного зарядження конструкції Snider (1865), Werndl (1867), Terssen (1868), Remington (1867), Chassepot (1868), Мартіні-Генрі (1871), Маузера (1871). Російська імператорська армія прийняла на озброєння гвинтівку системи Бердана (1868).
Новий поштовх гонитва озброєнь отримала з винаходом бездимного пороху (1884) і кулі в мідній оболонці (1883). Французька армія першою поставила на озброєння гвинтівку нового типу (Лебель, 1886). Незабаром пішли німці (Маузер, 1889), англійці (Лі-Енфільд, 1889) та інші. Російська армія прийняла на озброєння гвинтівку Нагана-Мосіна (1891), що після модернізації продовжувала перебувати на озброєнні близько 60 років.
Магазинна гвинтівка з ковзним затвором стала основною зброєю піхоти у всіх війнах першої половини XX століття. Після Другої світової війни застосовуються здебільшого автоматичні гвинтівки та карабіни. Також існують снайперські та спортивні гвинтівки.

## Легальний статус

### Україна

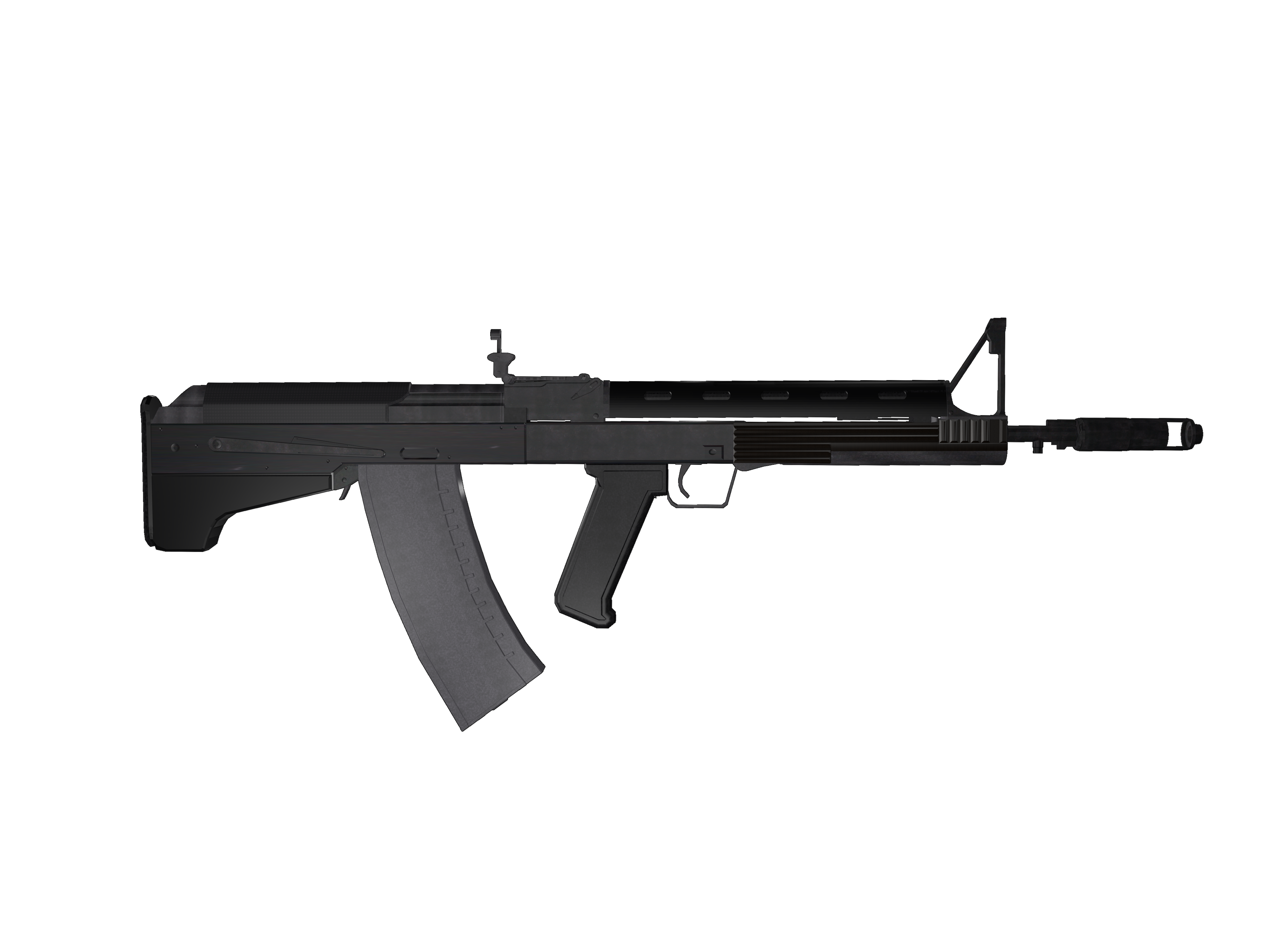
«Вепр» — перша штурмова гвинтівка українського виробництва калібру 5,45 мм.

Порядок виготовлення, придбання, зберігання, обліку, перевезення та використання вогнепальної зброї в Україні регулюється наказом МВС № 622 від 21 серпня 1998 року. Згідно з наказом, до мисливської вогнепальної зброї належать: мисливські гвинтівки, карабіни та штуцери, гладкоствольні рушниці, гладкоствольні рушниці із свердловиною «парадокс» з нарізами 100—140 мм на початку або в кінці ствола, мисливські рушниці зі свердловиною «сюпра», комбіновані рушниці, що мають поряд з гладкими й нарізні стволи. При цьому, мисливська зброя повинна відповідати таким вимогам:
- для стрільби зі зброї використовуються мисливські патрони відповідного калібру;
- загальна довжина з розкладеним та зафіксованим прикладом має становити не менше 800 мм;
- місткість магазина (барабана) (з установленим обмежувачем за наявності) нарізної зброї не має перевищувати 10 патронів, а гладкоствольної — 4 патронів;
- мати запобіжник;
- довжина ствола мисливської зброї повинна відповідати вимогам ГСТУ 78-41-002-97.[7][8][9]

Правом придбання мисливської нарізної зброї та основних частин до неї користуються громадяни України, які досягли 25-річного віку. Кількість зброї, яку може мати громадянин України, не обмежена, однак власник зброї повинен забезпечити її безумовну схоронність.